# Jiří Drvota
Jiří Drvota, né en 1922 et décédé en 2007, est un joueur tchécoslovaque de basket-ball.

## Palmarès
- Champion d'Europe 1946
- Finaliste du championnat d'Europe 1947